# Хорошилова, Анна Васильевна
Анна Васильевна Хорошилова (14 сентября 1931, Приморско-Ахтарск, Северо-Кавказский край — 2 декабря 2011, Приморско-Ахтарск, Краснодарский край) — советский хозяйственный, государственный и политический деятель, Герой Социалистического Труда. Член КПСС.

## Биография
Родилась в 1931 году в Приморско-Ахтарске.
С 1953 года — на хозяйственной, общественной и политической работе. В 1953—1991 гг. — бригадир садоводческой бригады колхоза имени Ленина Приморско-Ахтарского района Краснодарского края.
Указом Президиума Верховного Совета СССР от 30 апреля 1966 года присвоено звание Героя Социалистического Труда с вручением ордена Ленина и золотой медали «Серп и Молот».
Избиралась депутатом Верховного Совета РСФСР 7-го созыва.

Могила на Покровском кладбище

Умерла в 2011 году в Приморско-Ахтарске.
Похоронена на Покровском кладбище (11 уч.).